# Julita Piasecka
Julita Piasecka (ur. 25 września 2002) – polska siatkarka, grająca na pozycji przyjmującej.
Udziela się na konkursach jako  modelka.
Ukończyła studia w Opolu zarządzanie przedsiębiorstwem, następnie chciałaby iść w stronę psychologii.
Pod koniec kwietnia 2023 roku została powołana przez trenera Stefano Lavariniego do szerokiej kadry reprezentacji Polski.

## Sukcesy klubowe

### juniorskie
Mistrzostwa Polski Kadetek:
- 2018[6]

### seniorskie
Mistrzostwo Polski:
- 2023[7]
- 2022[8]

Superpuchar Polski:
- 2024[9]

## Sukcesy reprezentacyjne
Letnia Uniwersjada:
- 2021[10]

Liga Narodów:
- 2024[11], 2025[12]

## Nagrody indywidualne
- 2018: Najlepsza atakująca Mistrzostw Polski Kadetek[13]